# Bertrancourt Military Cemetery
Bertrancourt Military Cemetery is een Britse militaire begraafplaats met gesneuvelden uit de Eerste Wereldoorlog, gelegen in het Franse dorp Bertrancourt (departement Somme). De begraafplaats werd ontworpen door Reginald Blomfield en ligt aan de Rue des Barbiers op 580 m ten zuidwesten van het dorpscentrum (Église Sainte-Marguerite). Ze heeft een trapeziumvormig grondplan en wordt omgeven door een natuurstenen muur. Het terrein helt naar de achterzijde lichtjes af en is vanaf de straat bereikbaar via een pad van 150 m. De toegang is een tweedelig smeedijzeren hek en het Cross of Sacrifice staat centraal tegen de oostelijke muur. De begraafplaats wordt onderhouden door de Commonwealth War Graves Commission.
Er liggen 419 doden begraven waaronder 1 niet geïdentificeerde.

## Geschiedenis
De begraafplaats werd in 1916 en 1917 gebruikt om de overledenen van de veldhospitalen uit de omgeving te begraven. Van juni tot augustus 1918 werd ze opnieuw gebruikt door gevechtseenheden van verschillende korpsen tijdens het Duitse lenteoffensief toen het front naderde tot op 8 kilometer van Bertrancourt. Veel slachtoffers behoorden bij de Yorkshire en Lancashire regimenten.
Er liggen nu 387 Britten, 26 Nieuw-Zeelanders, 2 Canadezen en 2 Duitsers begraven.

## Graven

### Onderscheiden militairen
- Herbert Wilson Stenhouse, majoor bij de The Queen's (Royal West Surrey Regiment) werd onderscheiden met de Distinguished Service Order (DSO).
- Albert Alderton, majoor bij de Royal Field Artillery werd driemaal onderscheiden met het Military Cross (MC and 2 Bars) en William J. Knox Bell, onderluitenant bij de Royal Garrison Artillery ontving deze onderscheiding eenmaal (MC).
- Alexander Samson, soldaat bij het Royal Army Medical Corps werd onderscheiden met de Distinguished Conduct Medal (DCM).
- compagnie kwartiermeester-sergeant Jesse Taylor, sergeant G. Park, korporaal C. McIntosh en de soldaten Frederick Fensome, John Owen, Fred Lee en E. Britton ontvingen de Military Medal (MM).

### Minderjarige militairen
- kanonnier Lionel R. Wills was slechts 16 jaar toen hij sneuvelde op 1 juli 1916.
- de soldaten John W. Hirst en W. Gaskell waren slechts 17 jaar toen ze respectievelijk sneuvelden op 5 juli 1916 en 14 augustus 1918.

### Aliassen
- sergeant G. Park diende onder het alias G. West bij de Royal Engineers
- soldaat William Kelly diende onder het alias J. Webster bij het Machine Gun Corps.
- soldaat Andrew William James Reid diende onder het alias J.W. Andrews bij het East Yorkshire Regiment.

### Gefusilleerde militairen
- soldaat Alfred Thomas Ansted (Royal Fusiliers) werd wegens desertie op 15 november 1916 gefusilleerd.
- soldaat William Murphey (Royal Scots) werd wegens desertie op 7 februari 1917 gefusilleerd.
- soldaat John Taylor (Lancashire Fusiliers) werd wegens desertie op 27 januari 1917 gefusilleerd.
- soldaat Alexander Reid (Highland Light Infantry) werd wegens moord op 31 januari 1917 gefusilleerd. [1]